# Лебедь, Александр Иванович
Алекса́ндр Ива́нович Ле́бедь (20 апреля 1950, Новочеркасск, Ростовская область, РСФСР, СССР — 28 апреля 2002, Ермаковский район, Красноярский край, Россия) — советский и российский государственный и военный деятель, военачальник. 
Гвардии генерал-лейтенант (1992). Командир 106-й гвардейской воздушно-десантной дивизии, заместитель командующего ВДВ, командующий 14-й армией. Участник афганской войны, августовского путча и вооружённого конфликта в Приднестровье.
Депутат Государственной думы II созыва. Кандидат на должность президента России на выборах 1996 года. По результатам первого тура Лебедь набрал 14,52 % голосов избирателей и занял третье место, после чего поддержал действующего президента Ельцина. В 1996 году — секретарь Совета безопасности России. Губернатор Красноярского края с 1998 по 2002 год.

## Биография

### Юность
Родился в рабочей семье. Отец, Иван Андреевич Лебедь (1912—1978), украинец, из села Терны Недригайловского района Сумской области, в 1937 году был осуждён на 5 лет лагерей за два опоздания на работу в течение двух недель, перед войной участвовал в войнах с Финляндией и Германией. По данным[каким?] был в ссылке как сын кулака. После ссылки воевал, демобилизовавшись — приехал в Новочеркасск, где уже жили сёстры. Работал в школе учителем труда. Владел следующими специальностями: автослесарь, столяр, маляр, кровельщик, печник, плотник. Мать, Екатерина Григорьевна Максякова (1926—2014), русская, родом из Рязанской области; с 1930 года жила в городе Новочеркасске и всю жизнь проработала на Новочеркасском городском телеграфе.
В июне 1962 года, будучи двенадцатилетним школьником, стал свидетелем расстрела демонстрантов на площади Новочеркасска. Увлекался боксом (с 14 лет) и шахматами.
После окончания средней школы, с 1967 года до 1969 года, Александр Лебедь пытался поступить в Армавирское лётное училище, в Качинское училище и другие, но не мог пройти медкомиссию по причине превышения допустимого роста сидя. На Новочеркасском заводе постоянных магнитов работал шлифовщиком. Там же познакомился с будущей женой, Инной Александровной Чирковой, также работавшей шлифовальщицей (с. 203). Женился через 4 года. Не прекращал попытки поступить в авиационные училища, но травмы носа, ключицы и большой рост (185 см) мешали этому. В 1968 году после неудачной попытки поступить в училище работал грузчиком в продовольственном магазине. В 1972 году родился сын Александр, в 1973 году — Екатерина, в 1979 году — Иван.

### Служба в армии
В 1969 году поступил в Рязанское высшее воздушно-десантное командное училище, которое окончил в 1973 году. Его командиром в училище был Павел Грачёв. После окончания училища служил там же командиром учебного взвода, а затем и роты. К 1981 году он провёл две полные роты через 4-годичный курс обучения.
После очередного рапорта о переводе согласился с предложением продолжать службу в Афганистане, куда прибыл 9 ноября 1981 года. Лебедь командовал первым батальоном 345-го отдельного парашютно-десантного полка. Участвовал в «прочёсывании» в Баграмской долине; с 25 февраля — в Ниджарабской операции. Во время последней был ранен в ноги. Раны не заживали, поэтому Лебедя отправили в отпуск домой, где мать вылечила его народными средствами. В мае вернулся в полк; 12 июня 1982 года досрочно было присвоено звание майора. 11 июля отбыл для оформления документов для поступления в Военную академию имени М. В. Фрунзе.
Окончил академию с отличием в 1985 году. После академии, с июня по сентябрь 1985 года, был заместителем командира 137-го парашютно-десантного полка (г. Рязань) 106-й воздушно-десантной дивизии. Лебедь показал себя инициативным и энергичным руководителем, и руководство дивизии быстро перевело его в другой полк, который считался отстающим — для исправления положения (и уже командиром полка). С сентября 1985 года по декабрь 1986 года — командир 331-го парашютно-десантного полка (г. Кострома) этой же дивизии. C декабря 1986 года по март 1988 года — заместитель командира 76-й воздушно-десантной дивизии (г. Псков).
С марта 1988 года — командир 106-й воздушно-десантной дивизии, с которой участвовал в боевых действиях и миротворческих акциях, в том числе в подавлении антисоветских выступлений в Тбилиси (апрель 1989 год) и Баку (январь 1990 года). Последние две явились следствием попыток руководства СССР сдержать эскалацию националистических настроений в союзных республиках.
С 17 февраля 1990 года — гвардии генерал-майор.
Во время землетрясения в Армении в 1988 году часть Лебедя оказывала помощь пострадавшим от бедствия.
С февраля 1991 года по июнь 1992 года — гвардии генерал-майор А. И. Лебедь одновременно с должностью командира 106-й воздушно-десантной дивизии являлся заместителем командующего Воздушно-десантными войсками по боевой подготовке и военно-учебным заведениям.

### Путч
19 августа 1991 года, выполняя приказ ГКЧП в лице командующего ВДВ П. Грачёва, во главе батальона тульских десантников взял в окружение здание Белого дома Верховного Совета РСФСР, но уже на следующий день перешёл в ряды сторонников Бориса Ельцина, развернув танки уже в защиту Верховного Совета против ГКЧП. Лебедь помнил случившееся в Новочеркасске и старался не допустить кровопролития.
Сопоставив свои личные наблюдения, результат общения с другими участниками и сведения из разных источников, генерал пришёл к выводу: случившееся не было путчем (то есть попыткой государственного переворота, выполненной заговорщиками). В событиях сознательно и намеренно участвовали все высшие должностные лица страны (кроме, возможно, Горбачёва — но Лебедь неоднократно сталкивался с тем, что Горбачёв куда-то исчезает в момент развития проблемной ситуации, потом заявляя, что его не информировали). По мнению генерала, это была спланированная политтехнологическая операция для подрыва влияния КПСС. Только это объясняет, почему в условиях, когда любой латиноамериканский генерал легко захватил бы власть, имевшие большие возможности руководители страны «не смогли» это сделать. Также «путч» (провокация) помог избежать выполнения решений всесоюзного референдума 1991 года, разгромить силовые ведомства, развалить страну и сильно ослабить коммунистическую партию.

### Приднестровье
Брат генерала, полковник Алексей Лебедь, командовал 300-м полком ВДВ, располагавшимся в столице Молдовы г. Кишинёве. Данный полк вместе с вооружением 14-й армии на территории бывшей Молдавской ССР (кроме зоны Приднестровского конфликта — это левый берег Днестра и г. Бендеры) в течение февраля-апреля 1992 года был безвозмездно передан Российской Федерацией (как правопреемником СССР), в лице генерала Е. Шапошникова Республике Молдове, создававшей собственную национальную армию. Не желающим присягать на верность Молдове (в том числе полковнику Алексею Лебедю и большинству офицеров) было оставлено право в июле-сентябре 1992 года эвакуироваться в Россию.
Однако данный вопрос о переходе под присягу Республики Молдовы не касался воинских частей, расположенных в зоне Приднестровского конфликта, так как им был придан некий статус «воинских формирований под присягой СНГ» под общим командованием в Москве главкома СНГ Е. Шапошникова. С 01.04.1992 оставшиеся воинские части «под присягой СНГ» были Указом Б. Ельцина подчинены Министерству обороны России, и им разрешили принимать присягу на верность Российской Федерации в течение апреля-июля 1992 года. Многие офицеры этих частей (Парканская воинская часть в полном составе, часть полковников и подполковников из города Тирасполь) предпочли в условиях войны и «вооружённого нейтралитета России» в мае-июне 1992 года принять присягу на верность многонациональному народу Приднестровья и войти в структуры Министерства обороны ПМР и всё же принять участие в войне.
23 июня 1992 года под псевдонимом «полковник Гусев» генерал Лебедь прибыл в Тирасполь с инспекционной поездкой от Министерства обороны России, имея расширенные полномочия на подавление развития конфликта, так как офицеры штаба армии с 23 июня 1992 года отказались подчиняться командующему 14-й гвардейской общевойсковой армией генералу Ю. Неткачёву, обвинив его в работе на Министерство обороны Республики Молдовы в ходе вооружённого конфликта в Приднестровье,.
С 27 июня 1992 года А. И. Лебедь приказом Генерального штаба РФ был назначен командующим 14-й гвардейской общевойсковой армией, дислоцированной в Приднестровье. Офицеры из ближнего окружения Ю. Неткачёва, кто пожелал принять присягу Республики Молдовы, в течение трёх дней были переведены в Кишинёв, а 14-я армия передана в непосредственное подчинение Генерального штаба РФ. Усилиями Лебедя удалось прекратить этот вооружённый конфликт и гибель мирных людей: в ночь на 8 июля 1992 года 14-я армия массированным ударом артиллерии уничтожила соединения молдавских и румынских военных (порядка 2 500 погибших), сосредоточившихся перед наступлением, остальные разбежались, и это заставило искать мирные пути решения конфликта. Причём Лебедь сделал это вопреки прямому приказу министра обороны РФ Грачёва «не открывать огонь» (тот надеялся на мирное разрешение конфликта), что сделало их врагами (в дальнейшем, в 1996 году это привело к отставке Грачёва). Позднее, при переводе Лебедя из Приднестровья, президент Молдовы Мирча Снегур ездил в Москву, стараясь добиться отмены его перевода как «гаранта стабильности в регионе». Предполагали, что направление Лебедя в этот регион позволит избавиться от него — или он увязнет в конфликте, или станет виновником большого кровопролития, что испортит ему репутацию. Но вышло иначе.
Хорошие отношения, сложившиеся у Лебедя с руководством ПМР (из-за того, что 14 армия остановила войну), ухудшились. Лебедя обвинили в убийстве одного из «полевых командиров». В свою очередь генерал заявил, что к убийству никакого отношения не имеет и отметил, что его подчинённые много раз задерживали бойцов ПМР, торговавших оружием (полученным со складов 14 армии), передавали их властям ПМР, и те никого ни разу не наказали. В результате (оценка генерала) не менее половины оружия ушло налево, к криминальным структурам.
С 12 сентября по 31 октября 1993 года Александр Лебедь — депутат Верховного Совета Приднестровской Молдавской Республики. Тогда же начал открыто конфликтовать с руководством ПМР, обвиняя его в коррупции. Генерал Лебедь пошёл в открытую атаку на руководство ПМР.
В октябре 1993 года, пользуясь своим депутатским статусом в ПМР, генерал выступил с заявлением об участии военнослужащих батальона МВД ПМР «Днестр» в качестве «наёмников» в защите здания Верховного Совета Российской Федерации. На сессии Верховного Совета ПМР А. И. Лебедь предоставил «пофамильные списки и номера личного оружия» тех, кто по его мнению был в Москве в вооружённых формированиях А. Макашова. По данным в защите Верховного совета принимали участие жители Приднестровья, а источник получения ими оружия не назван.
Лебедь считал, что самым справедливым решением конфликта между президентом и Верховным Советом должны быть одновременные их перевыборы.
Зимой 1994 года А. И. Лебедь разошёлся с Павлом Грачёвым во взглядах на чеченский конфликт. Летом 1995 года, не согласившись с приказом о реорганизации 14-й армии в миротворческую ОГРВ в составе СМС в ПР РМ, подал рапорт об отставке; 15 июня 1995 года приказом МО РФ по личному составу № 231 во исполнение Указа президента РФ № 591 от 14 июня 1995 года освобождён от занимаемой должности и досрочно уволен из рядов Вооружённых сил в звании генерал-лейтенанта в запас с правом ношения военной формы одежды. За безупречную службу в ВС РФ тем же приказом была объявлена благодарность.
Награждён орденами Красного Знамени, Красной Звезды, другими орденами и медалями.

На основании накопленного опыта и исходя из политической ситуации 1990-х годов Лебедь считал, что армию следует реформировать так, чтобы в ней осталось всего лишь 15 полностью укомплектованных танковых и пехотных дивизий плюс 15 резервных дивизий, дополненных 5-6 авиационными бригадами. ВВС можно сократить до одной тысячи самолётов. Полный переход на службу по контракту в условиях РФ он считал недостижимым и не нужным. Но те, кто захотел бы проходить альтернативную службу, должны иметь такую возможность — более половины времени и сил офицеры тратят на солдат, которых вообще не следовало призывать (а военкоматы их ловят и отправляют в армию). Лебедь считал, что нельзя сокращать армию, выбрасывая профессиональных военных на улицу без жилья и работы — их навыки будут востребованы преступностью. Можно создавать сводные офицерские полки — люди это поймут. В целом, в армии должно быть больше мобильных соединений и современное вооружение. Армия должна стать меньше и боеспособнее, так как в РФ много кризисных очагов: с юга угрозой могут стать радикалы, а на востоке из-за неплотного заселения — Китай. РФ должна иметь сильную армию и достаточный ядерный арсенал, чтобы «другие державы … не вытирали об нас ноги». 
Только слабые политики ведут войны — сильные не позволяют довести до этого
В январе 1995 года, согласно книге Андрея Козлова «Непокоренное Приднестровье. Уроки военного конфликта», генерал Лебедь предложил сформировать полк российской армии из детей высокопоставленных государственных лиц (членов правительства и депутатов Государственной думы) и отправить его в Грозный, причём генерал сам готов был его возглавить. Сергей Баймухаметов, ссылаясь на программу «Совершенно секретно», приводил слова генерала в иной форме: «Полк надо сформировать из детей народных депутатов, из детей членов правительства, из детей всех тех политиков, которые говорят сейчас о необходимости войны в Чечне». Позже в Интернете стала распространяться искажённая версия этой цитаты в виде «Дайте мне набрать роту из детей элиты, и война через день закончится», которая обрела невероятную популярность.

### Политическая карьера
Член КПСС с 1972 по 1991 год.
Политикой заинтересовался в конце «перестройки»: в 1990 году был избран делегатом XXVIII съезда КПСС и учредительного съезда Коммунистической партии РСФСР (КП РСФСР), на котором был избран членом её Центрального Комитета.
В апреле 1995 года примкнул к Конгрессу русских общин, возглавляемому Ю. Скоковым и Д. Рогозиным; был избран заместителем председателя Национального совета КРО.
В октябре 1995 года организовал и возглавил общероссийское общественное движение «Честь и Родина» (поскольку одним из главных лозунгов, под которыми проводилась предвыборная кампания А. И. Лебедя был «Честь и Родина! Правда и порядок!», в декабре движением выдвинут кандидатом в депутаты Государственной думы Федерального собрания РФ вторым в тройке Конгресса русских общин (Скоков/Лебедь/Глазьев), и параллельно баллотировался в одномандатном округе от Тулы.

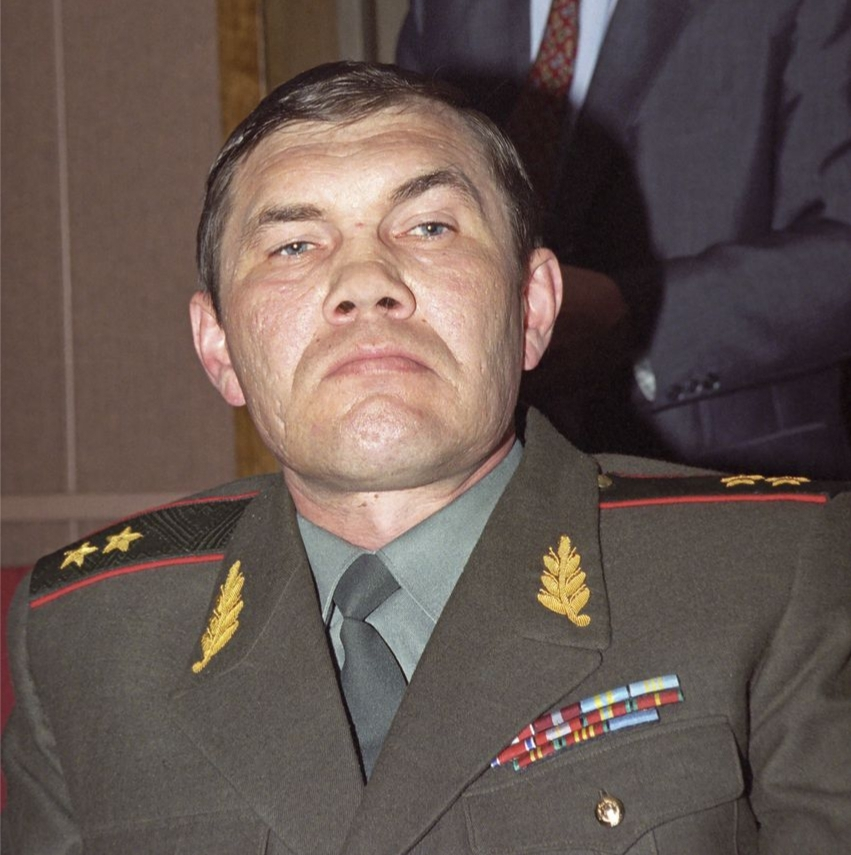
Депутат государственной думы Лебедь в зале пленарных заседаний, 1995 год

17 декабря 1995 года избран депутатом Государственной думы 2-го созыва от тульского одномандатного избирательного округа № 176. Входил в депутатскую группу «Народовластие», был членом Комитета Государственной Думы по обороне.
С его рекомендации произошло назначение министром обороны РФ генерала И. Н. Родионова вместо П. С. Грачёва.

… я спросил … Григория Явлинского о том, что он думает о переизбрании Ельцина. «Правительство, которое Ельцин создал сразу после выборов, было не коммунистическое, не республиканское, не консервативное, не лейбористское, не красное, не белое, не зелёное, — заметил Явлинский. — Оно было корыстное. В этом главная черта. Получилась система корпоратистская, олигархическая, основанная на монополизированной собственности и на полукриминальных отношениях»

В этом клане завёлся один чужак — Александр Лебедь.

### Президентские выборы
11 января 1996 года на очередном съезде Конгресса русских общин инициативной группой делегатов Александр Иванович Лебедь был выдвинут кандидатом в президенты России (выборы должны были состояться в июне).
Номинально генерал Лебедь должен был олицетворять «третью силу» (или так называемый «протестный электорат»), не поддерживающую ни Бориса Ельцина, ни Геннадия Зюганова. В своей предвыборной программе Лебедь выступал за скорейшее завершение войны в Чечне и осуждал существовавшую при Ельцине номенклатуру, которая привела к огромному разбросу доходов между разными слоями населения и стала причиной нищеты. Он поддерживал реформу вооружённых сил, жёсткую борьбу против коррупции, готов был свести к минимуму негативное влияние Запада на Россию и вернуть стране роль великой державы. В целом его пиар-команда представляла генерала Лебедя как человека, который мог навести порядок в стране: не поддерживая возвращение к социализму и коммунизму, он поддержал бы любые русские патриотические начинания. Журналист газеты The New York Times Майкл Спектер писал, что Лебедь олицетворял собой человека с «сильной рукой», которого ждали у руля страны многие русские патриоты.
Однако команда Ельцина рассчитывала на то, что Лебедь в первом туре убедит часть электората поддержать свою кандидатуру вместо Зюганова, а во втором туре убедит их же проголосовать за Ельцина. Одним из первых, кто заинтересовался реальностью такого сценария, был публицист из предвыборной команды Лебедя Леонид Радзиховский, который направил письмо Анатолию Чубайсу с просьбой подтвердить возможность сотрудничества Лебедя и Ельцина, но не получил ответа. По словам Валерия Хомякова, Александр Лебедь начал заблаговременно вести переговоры с Ельциным о поддержке его кандидатуры на случай второго тура. Наиболее ярыми сторонниками Лебедя были его советники Сергей Глазьев и Дмитрий Рогозин, которые могли войти в правительство в случае его победы.
Некоторыми предполагалось, что в альянс «третьей силы» войдут также Александр Лебедь, Святослав Фёдоров и Григорий Явлинский, однако из-за разногласий между ними этот альянс так и не сложился. С Зюгановым Лебедь не собирался идти на контакт, несмотря на все попытки коммунистов.
В ходе первого тура президентских выборов 16 июня 1996 года Лебедь набрал 14,52 % голосов избирателей (10,7 млн человек) и занял третье место. Политологи предполагали, что электорат, поддержавший Лебедя, во втором туре сыграет решающую роль в борьбе между Ельциным и Зюгановым.
18 июня 1996 года Борис Ельцин назначил Александра Лебедя секретарём Совета безопасности РФ с особыми полномочиями, а вскоре Лебедь стал помощником по национальной безопасности и полномочным представителем Президента РФ в Чечне. Лебедь же публично выступил с призывом к избирателям проголосовать за Ельцина во втором туре, хотя многие сторонники генерала не поддержали такой призыв. Также 18 июня в отставку был отправлен министр обороны Павел Грачёв, что было одним из условий назначения Лебедя секретарём Совета безопасности, хотя позже Лебедь утверждал, что Грачёв планировал не то организовать государственный переворот, не то оказать давление на Ельцина. Попытки Зюганова переубедить Лебедя не увенчались успехом, хотя Зюганов неоднократно предупреждал генерала, что Ельцин после победы обязательно изгонит Лебедя из Совета безопасности РФ.

### Секретарь Совета безопасности
С 15 июля по 3 октября 1996 года — председатель Комиссии по высшим воинским должностям, высшим воинским и специальным званиям Совета по кадровой политике при Президенте РФ, полномочный представитель президента России в Чеченской Республике.
31 августа 1996 года, после неоднократных предварительных переговоров, проходивших в Чечне (с.27-107), совместно с Асланом Масхадовым подписал Хасавюртовские соглашения. После отставки Лебедя эти соглашения даже не упоминались Российской стороной. Подписание соглашений было вызвано тем, что влиятельные силы в Москве содействовали созданию условий для конфликта, его развязыванию и участию в нём России так, что это истощало страну (гибли люди, разворовывались средства) без надежды решить конфликт. К примеру, перед началом боевых действий чеченские формирования получили по соглашению с министром обороны РФ Грачёвым большое количество оружия и боеприпасов; а за два года войны федеральные войска не получили ни одной новой единицы боевой техники, солдатам порой было нечего есть.
По словам бывшего губернатора Красноярского края Валерия Зубова, занимавший в августе 1996 года должность командующего объединённой войсковой группировкой на Северном Кавказе генерал Константин Пуликовский рассказывал ему следующее об участии Лебедя в подписании соглашения. Когда Лебедь в должности официального представителя Президента России на переговорах с чеченскими сепаратистами прибыл в расположение войск, он собрал генералитет и заявил им о том, что Ельцин находится на лечении в Германии, однако неизлечимо болен и может умереть в ближайшее время. Александр Иванович убедил генералов в том, что в Кремле готовы привести к присяге Лебедя в качестве следующего президента, и настоял на том, что с чеченцами необходимо подписать соглашения: по его словам, после подписания соглашений он планировал провести новые выборы, восстановить мощь армии и затем при первой же возможности вернуть контроль над Чечнёй.
Во время работы по согласованию Хасавюртовских соглашений и прекращения огня возник и начал развиваться конфликт с министром внутренних дел Анатолием Куликовым, вылившийся в ряд взаимных судебных исков. Куликов обвинил Лебедя в подготовке государственного переворота, и — несмотря на поддержку А. Коржакова — 17 октября 1996 года Лебедь был отправлен в отставку (спустя всего 4 месяца после победы Ельцина на выборах). Хотя 17 декабря 1996 года Москворецкий суд признал эти обвинения клеветническими (с. 154), Григорий Явлинский заявил, что Ельцин своим решением попросту «выбросил» Лебедя из большой политики. Анатолий Чубайс позднее отметил, что его сторонниками для снятия Лебедя с важного государственного поста (после того, как он прекратил войну в Чечне; и планировал начать борьбу с коррупцией — как и обещал) была проделана большая работа.
Сообщение об отставке Лебедя привело к изменению курсов валют на биржах мира.
А президент сам уже давно хочет слышать только хорошие новости. Он и меня перестал принимать … потому что я доложил не то, что хотелось, а чеченскую правду. Однажды Игорь Родионов, знаете, попытался воспользоваться своей «горячей линией», оперативной связью министра обороны с президентом. Там подошёл подполковник из «прикреплённых» — нет президента. Цирк! — Александр Лебедь, с. 302
В декабре 1996 года движение «Честь и Родина» было на съезде реорганизовано в «Российскую народно-республиканскую партию», а Лебедь стал её председателем. После его трагической гибели партия была реорганизована в «Народно-республиканскую партию России».
В ноябре 1996 года Лебедь совершил поездку в США, встретился с Дж. Бушем, У. Перри и другими и стал первым российским политиком, посетившим Синод Русской православной церкви заграницей. Во время двухчасовой встречи Лебедь упомянул о своём разочаровании при попытке найти ответы на «вечные вопросы» в Московской патриархии и отходе от неё, а его супруге преподнесли копию Иверской мироточивой иконы и ватку с миро. В феврале 1997 года по приглашению Торговой и промышленной палаты Франции Лебедь совершил поездку во Францию и сделал доклад в парламенте. Во время поездки он посетил дом, где жил его идеал — основатель Пятой французской республики генерал де Голль. Тогда же Лебедь познакомился с Аленом Делоном. Они подружились, и актёр приехал поддержать Лебедя во время предвыборной кампании в Красноярском крае.

### Губернатор Красноярского края

#### Причины
После начала своей деятельности как независимого политика и главы партии Лебедь столкнулся с серьёзными трудностями. СМИ дали команду ничего о нём не публиковать. Эту проблему спустя некоторое время удалось решить (за счёт интервью иностранным журналистам — не замечать иностранные публикации стало сложно). Более серьёзной оказалась другая — финансовая. На работу партийного аппарата требовались деньги, и хотя многие сотрудники помогали генералу бескорыстно, ему не нравилось то, что он месяцами не платит зарплату части из них. А денег не было. Оказалось, что спецслужбы выявляют то, какие коммерческие структуры оказывают помощь партии Лебедя, после чего на те оказывают сильное давление, так что они не могут дальше поддерживать Лебедя. По мнению помощника генерала Полушина, можно было бы попробовать решить проблему — но Лебедь не мог сидеть без дела, ожидая улучшения ситуации. Полушин считал, что уход Лебедя в Красноярск был ошибкой, совершённой под влиянием давления на партию со стороны окружения Ельцина — они хотели избавиться от потенциального конкурента на президентских выборах Оценивая шансы генерала на таких выборах, политолог Н. В. Петров прямо заявил, что у него есть для победы всё, кроме одного (источников финансирования).

#### Выборы
Лебедь попытался стать губернатором одного из немногих не-дотационных регионов — Красноярского края. Выборы губернатора считались одними из наиболее скандальных — 91 нарушение в первом туре, более 150 — во втором, возбуждено два уголовных дела. Ошибки противников помогали Лебедю, его команда в целом работала слаженнее, но тоже допускала ошибки. Лебедю часто достаточно было просто присутствовать, ошибки противников и даже направленные против него действия работали на него. Недостаток средств и доступа к СМИ был компенсирован бесконечными поездками по региону, множеством встреч с избирателями и крайне неудачной работой губернатора Зубова. В Норильске преимущество Лебедя над Зубовым было восьмикратным. По мнению автора, часть средств была потрачена неэффективно, и можно было выиграть в первом туре.
17 мая 1998 года Александр Лебедь был избран губернатором Красноярского края, набрав во втором туре 59 % голосов. Официально вступил в должность 5 июня.

#### Руководство краем

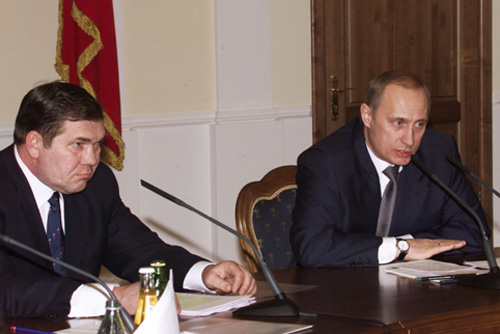
Губернатор Красноярского края А. И. Лебедь и Президент РФ В. В. Путин, 2002 год.

После начала работы в крае у Лебедя возник конфликт с руководством комбината Норильский никель и, соответственно, с его владельцем — В. О. Потаниным. Комбинат находился на территории края и давал около трети всех поступлений в краевой бюджет. Проведённая по инициативе губернатора проверка выявила настолько серьёзные нарушения, что это позволяло даже обанкротить комбинат (но это было нежелательно из-за прекращения поступлений в бюджет края). Однако комбинат зарегистрировал «Норильскую горную компанию» в Таймырском автономном округе, и это давало возможность (юридически) «увести» налоги из края в округ. Справиться с этим Лебедь не смог, так как его возможности как губернатора были ограничены (с. 83-86). Как губернатор Лебедь также попытался (не очень удачно) ограничить продажу алкогольных напитков только специально оборудованными магазинами и прекратить выплату зарплаты администрации края до тех пор, пока не будут погашены задолженности бюджетникам.
У нового губернатора также возник конфликт с местным предпринимателем, контролировавшим Красноярский алюминиевый завод и подозревавшимся в связях с преступными группами, Анатолием Быковым. Последний поддержал Лебедя во время предвыборной кампании, в частности, из-за конфликта с губернатором Зубовым по поводу приватизации Ачинского глинозёмного комбината и угледобывающих предприятий. Однако после победы генерал не стал выполнять пожелания спонсора, желавшего взять под контроль больше предприятий края. Выполнение требований Быкова привело бы к значительному снижению поступлений в бюджет, а к началу конфликта (декабрь 1999 года) Красноярский алюминиевый завод уже должен был энергетикам 3 млрд рублей, хотя платили за электроэнергию по льготному тарифу. Конфликт закончился тем, что приехавшая из Москвы группа сотрудников ФСБ собрала достаточно сведений для осуждения Быкова (местные правоохранительные органы фактически контролировались Быковым и были бессильны), а Ачинский глинозёмный комбинат и Красноярский алюминиевый завод попали под контроль Дерипаски.
Став губернатором, Лебедь начал энергично бороться с взаимозачётами между предприятиями с помощью бартера. Переход на использование денег позволил резко повысить поступления в бюджет. Для устранения участия в реализации бартера фирмами-посредниками привлекались, в том числе, МВД и ФСБ. К ноябрю 1999 года Красноярский край стал единственным регионом РФ, где были выплачены все задолженности бюджетникам.
До ноября 2001 года — член Совета Федерации Федерального собрания РФ по должности; сложил с себя полномочия в соответствии с новым федеральным законом «О порядке формирования Совета Федерации Федерального собрания РФ».
На посту губернатора был известен громкими заявлениями по ситуации в крае и по стране в целом. 

… после второго взрыва в Москве милиция нашла бомбу в подвале жилого дома в Рязани. Ещё через неделю французская газета «Le Figaro» спросила бывшего секретаря Совета безопасности России Александра Лебедя: возможно ли, что Российское правительство организовало террористические акции против своих граждан? «Я в этом почти уверен» — таков был ответ Лебедя. Чтобы поговорить с инакомыслящим генералом в Красноярск полетел Березовский. После визита Березовского Лебедь замолчал.— (с. 366-367),

В нём «видели сменщика Ельцина», — отмечает обозреватель «Новой газеты» Алексей Тарасов, один из красноярских журналистов тех лет. Среди населения получил прозвище «генерал-губернатор». Работая губернатором, Лебедь часто ездил в Москву, другие регионы и за границу (где он пытался найти инвесторов и кредиты, в целом — безуспешно). Его критиковали за то, что он мало внимания уделяет собственно управлению краем. Команда Лебедя в значительной степени состояла из «москвичей», плохо знавших регион и его проблемы, но на фоне общероссийского экономического кризиса ситуация в крае хотя и ухудшилась, но была относительно других регионов неплохой. Местные жители по-разному оценивали работу губернатора:
… И губернатор наш, ещё недавно проявлявший терпимость и снисхождение к «чирикающим» на телевидении и по радио мальчикам и девочкам, говоривший твёрдо: «Они хотят вывести меня из терпения. Не дождутся!» — не всегда умеет подняться над казармой.
Выше, всегда выше всего этого надо быть вам, Александр Иванович! Должность к этому обязывает, огромная ответственность, возложенная на вас народом. И вослед моему вам поздравлению с юбилеем (50 лет — прим.) напоминаю о том, что вы хоть и генерал, и губернатор, но тоже смертны, и я это по себе знаю, что после пятидесяти лет годы катятся под уклон очень быстро. …
— Письмо писателя Виктора Астафьева в редакцию газеты «Вечерний Красноярск», 5 мая 2000 г. 
 В целом, писатель положительно оценивал губернатора как человека и как руководителя.

Отношение Лебедя к подбору кадров в свою команду:
Подбирать кадры по принципу личной преданности я не буду. - с. 293.

Что касается своих мыслей о выдвижении людей в правительство, скажу так. Знаете, одно время начальником военной связи всего СССР стал майор. Его просто быстро произвели в генералы. Вот так и я буду действовать. Поднимать достойных людей. Другого выхода не вижу - с. 294.
Лебедь считал, что размеры РФ не позволяют нормально руководить страной из одного центра, «пока сигнал из головы динозавра дойдёт до хвоста, его нужно поворачивать в противоположную сторону, а обратная связь вообще не предусмотрена». Центр должен заниматься только тем, чем он должен заниматься — обороной и тому подобным, а все хозяйственные вопросы нужно решать на местах, и для этого большая часть налогов должна поступать в местные бюджеты. Налоги должны быть целевыми, а не бесследно пропадать в федеральном бюджете (с. 89-90).
Как губернатор он старался (насколько позволяли обстоятельства) заниматься социальной сферой. Также помог в строительстве храма в Железногорске, восстановлении храма Енисейского Иверского монастыря, при нём возобновилось строительство госпиталя для ветеранов войны. Участники Великой Отечественной войны получили более 4000 автомобилей. Были созданы кадетские корпуса, Мариинские гимназии, казачьи учебные заведения. Закон о ветеранах Красноярского края, различные программы социальной поддержки (более 40) охватили льготами порядка 400 тыс. человек старшего поколения. Помимо бюджетного финансирования, культура, образование, здравоохранение, система социального обеспечения — получили около двух миллиардов рублей.
Сотрудники правоохранительных органов, направлявшиеся в Чечню, получили возможность проходить подготовку для участия в боевых действиях и соответствующее имущество. Проводилась работа по переселению жителей северных регионов в южные, обеспечении их жильём на новом месте. Построен Братский мост. Много внимания уделялось строительству дорог — объёмы строительства возросли во много раз. За время правления было построено и реконструировано в общей сложности 34 моста и путепровода, а также 470 км автодорог.
В своей хозяйственной деятельности в крае губернатор прекратил практику приватизации госсобственности и неполного сбора налогов за различные виды аренды. Если с 1992 до 1997 года было полностью приватизировано 900 предприятий, то за 1998—2001 годы — ничего существенного; также было решено закрепить за администрацией края пакеты акций более 10 акционерных обществ. Местные коммунисты, вопреки указаниям из Москвы, поддерживали Лебедя.
Был проведён первый сибирский авиакосмический салон (САКС).

#### Проблемы перед новыми выборами
Перед новыми выборами губернатора возникли проблемы с принятием бюджета края. Из поступлений в бюджет порядка 40 % давали отчисления «Норильского никеля». Однако руководство комбината несколько раз заявляло, что прибыль комбината меньше ожидаемой, так что ожидаемые поступления в бюджет снижались во много раз. Причём в это время мировые цены на экспортируемые комбинатом полезные ископаемые росли. Полномочий губернатора было недостаточно для эффективного противодействия действиям руководителей комбината. Однако до прихода Лебедя комбинат порой вообще не платил налоги, а его долги могли превышать оборотные средства.
Значительным недостатком была частая смена заместителей, причём не местных, а из Москвы, так что они порой плохо знали проблемы края. Высокая текучесть кадров (за время работы в крае у Лебедя сменилось ~70 заместителей) отчасти объяснялась криминогенной обстановкой — его сотрудникам и членам их семей угрожали, и они уходили. Губернатор предложил Законодательному собранию предлагать заместителей на конкурсной основе.
Главной проблемой перед новыми выборами было то, что никакие коммерческие структуры не оказывали помощи губернатору; часть его помощников ухудшила отношения с красноярскими СМИ, и в последних началась кампания травли Лебедя. При проведении некоторых встреч с избирателями Лебедь уходил от острых вопросов, иногда грубо прерывая задававших их. Кроме этого в крае продолжались банкротства предприятий. Из-за недостаточного внимания к выборам депутатов партия Лебедя на этих выборах потерпела неудачу.
Однако вместе с этим велась борьба с преступностью, выплачивалась зарплата бюджетникам (что было далеко не во всех регионах России), строились дороги — среди жителей сельских районов его рейтинг остался высоким. Вероятность повторно выиграть губернаторские выборы была высокой.

### Гибель

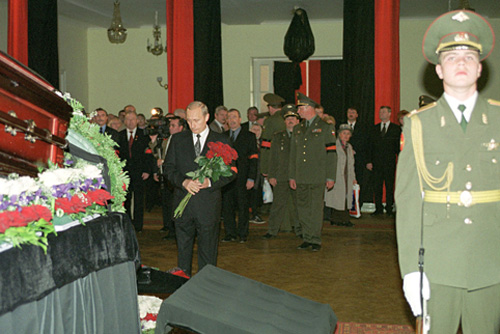
Прощание с Александром Лебедем, 30 апреля 2002 года.

Погиб 28 апреля 2002 года на 53-м году жизни в авиакатастрофе вертолёта Ми-8 в районе озера Ойское на Буйбинском перевале (Красноярский край), куда он вместе с сотрудниками своей администрации летел на открытие новой горнолыжной трассы в Восточных Саянах. Вертолёт с 17 пассажирами и 3 членами экипажа около 06:15 разбился на юге Ермаковского района в 50 км от посёлка Арадан, столкнувшись с проводом ЛЭП возле автомобильной трассы М-54 «Енисей», в 100 км от районного центра — села Ермаковское. От полученных ран А. Лебедь скончался в больнице г. Абакан (Хакасия) через 4 часа после крушения, помимо него погибло ещё 7 человек. По мнению государственной комиссии, причиной катастрофы стала «неудовлетворительная подготовка экипажа к выполнению полёта». Высказывались предположения, что причиной катастрофы могла быть диверсия (к лопасти несущего винта было прикреплено взрывное дистанционно управляемое устройство), а также имеются противоречивые данные, что губернатор приказал экипажу продолжать полёт, несмотря на нелётную погоду, и отрицание этого. В качестве причин катастрофы называлось и отсутствие точных аэронавигационных карт (на имеющихся картах линия электропередачи не была обозначена).
По информации писателя Владимира Полушина, работавшего с Лебедем с 1992 года, перед аварией произошёл ряд событий: за несколько дней до полёта вертолёт 22158 был передан авиакомпанией «Черемшанка» ОАО «Авиакомпания Сокол»; за 2 дня до полёта поменяли экипаж; на карте не была обозначена ЛЭП; плохой прогноз погоды не допускал возможности полёта — но Ахмеров решил лететь; служба безопасности не предупредила губернатора о замене лётчиков и обслуживающей компании. Автор отметил, что у Лебедя не было политических союзников, и что он (непредсказуемый и неуправляемый) мог стать кандидатом в президенты в 2004 году и позднее (что могло создать проблемы олигархам, таким как Быков).
В 2004 году Красноярский краевой суд приговорил командира вертолёта Тахира Ахмерова к четырём годам лишения свободы с отбыванием наказания в колонии-поселении. Второй пилот Алексей Курилович был осуждён на три года условно с испытательным сроком в два года.
Александр Лебедь похоронен на Новодевичьем кладбище в Москве.

Могила А. И. Лебедя на Новодевичьем кладбище.

## Семья
- Жена: Инна Александровна (в девичестве — Чиркова) — домохозяйка, по образованию учительница математики[70].
- Дети: Александр (1972), Екатерина (1973), Иван (1979).
  - Одиннадцать внуков[71].
- Брат: военный и политик Алексей Лебедь (1955—2019).

## Мнения
- Из книги Виктора Баранца «Генштаб без тайн» о переписке министра обороны РФ П. Грачёва с командующим 14-й гвардейской общевойсковой армией А.Лебедем во время Приднестровской войны:

…Грачёв — Лебедю:
«Категорически запрещаю выступать по радио, телевидению и в печати, давать оценку происходящим событиям. Войдите в связь по телефону с президентом Молдовы Снегуром. Обменяйтесь мнением с ним по сложившейся ситуации».
Лебедь — Грачёву:
«В сложившейся обстановке считаю неприемлемыми и ошибочными с моей стороны какие бы то ни было контакты и разговоры с президентом Молдовы, запятнавшим свои руки и совесть кровью собственного народа».
Грачёв — Лебедю:
«Вам было приказано вступить в переговоры с президентом Молдовы, однако Вы, глубоко не проанализировав политическую ситуацию, сложившуюся в последнее время между президентами России и Молдовы, ведёте себя исключительно недальновидно. На основании изложенного приказываю:
Выполнить моё требование, невзирая на Ваше субъективное мнение, о вступлении в контакт с президентом Молдовы Мирчей Снегуром. Об уяснении полученной задачи доложить».
Лебедь — Грачёву:
«При всём уважении к Вам, со Снегуром в переговоры вступать не буду. Я генерал Российской Армии и её предавать не намерен»….

- Из записок полковника Чёрнобривого В. Н. о командовании 14-й гвардейской общевойсковой армией во время Приднестровской войны:

…За всё время боевых действий я не получил ни одного письменного приказа о нанесении артиллерийских ударов ни от начальника штаба армии, ни от командующего армии. Но я был почему-то уверен, что Лебедь от своих устных приказов не откажется…

- В фильме «Олигархи» Борис Березовский высказал следующую версию появления Александра Лебедя на политической сцене:

Именно бизнес заметил Лебедя и прежде всего это был выбор бизнеса, а потом уже это был выбор остального народа.

В этом же фильме Лебедь отрицал влияние Березовского на свою политическую карьеру. При этом Анатолий Чубайс в книге «Время Березовского» говорит следующее:

Пётр Авен: Какие ещё идеи Борис предлагал?
Анатолий Чубайс: Лебедь Александр Иванович. Вся конструкция.
А: Это полностью он придумал? 
Ч: От начала до конца. А — суть конструкции, Б — переговорный процесс. 
А: Лебедь, идя на первый тур, уже понимал, что он потом будет играть на Ельцина? 
Ч: Конечно, понимал, это мы прямо с ним обсудили.
А: Договариваться должен был Березовский?
Ч: Вдвоём, вместе со мной.

- До гибели Лебедя Геннадий Трошев в книге «Моя война. Чеченский дневник окопного генерала» так отзывался об этом генерале:

Ныне не только мне, но и абсолютному большинству армейских офицеров стыдно, что этот генерал — наш бывший сослуживец. Никто не нанёс Российской армии большего вреда, чем Лебедь. Остаётся одна лишь надежда, что он понимает это и в конце концов публично раскается. Я считаю добрым знаком уже то, что он молчит, не комментирует события, последовавшие за Хасавюртскими соглашениями…
| Комментарий . |
| --- |
| Автор (Трошев) не счёл необходимым сравнить критикуемого с теми, кто сначала оставил в Чечне оружие, отправлял туда нефть; а потом — голодных и плохо обученных призывников, и изношенную технику, и др. |
| За два года войны округ не получил ни одной единицы новой боевой техники, из двухсот вертолётов округа, участвующих в боевых действиях, — 190 исчерпали всякий ресурс". «Летающие гробы». … Четыре вертолёта упали просто от старости. … Более десятка случаев самопроизвольного отстрела винтов, лопастей вертолёта… Орудия строевые изношены до такого состояния, что снаряды не выстреливаются, а выплёвываются. Естественный износ. И ни один артиллерист … не может сказать, куда упадёт этот снаряд. … Денег четыре месяца не выплачивается. … Все контрактники … стали грабителями, причём они этого не скрывают. … Срочники — это какое-то… набор… как бы это помягче…. задохликов, которые инстинктивно реагируют на слово «еда». Всё, больше их ничего не интересует. … (с. 159) — Шкирко, у тебя патронов нет — почему? … — … У меня по два магазина на моих «вэвэшников», по этой причине никуда не лезут. С двумя магазинами куда пойдёшь? (с. 161) … Финал такой. О том, что боевики придут в город, было известно 1 августа прошлого года. … 5 августа организуются учения по проверке паспортного режима, полторы тысячи человек выводится из города. Вообще, полгарнизона было задействовано в этих учениях. … Руководитель учений генерал-полковник Голубец в обед 5-го напивается до невменяемости, пистолетной рукояткой проламывает голову своему помощнику…. Рано утром 6-го в город входят боевики. … Вот, если в какой-то крепости находится 4 тысячи человек, а их штурмуют 12 тысяч и берут, это логично. А когда в крепости находится 12 тысяч, а приходит 4 и за полдня их берут, это не правильно. В этом что-то есть… (с. 157) Войну надо было кончать. Выиграть её было нельзя. … Обвинения в том, что … я ущемил интересы России, не принимаю. В хасавюртовских соглашениях нет ни слова о том, что Чечне предоставляется государственный суверенитет. … я использовал власть для того, чтобы в русские города, деревни, сёла перестали идти гробы с этой фабрики смерти. То, что до наших детей там не было никому дела, подтверждает и тот факт, что по состоянию на 20 июня 1997 года в Ростовской судмедлаборатории находилось 446 неопознанных трупов… На войну деньги — один триллион в день — находились, а двух миллиардов на идентификацию останков погибших на этой войне парней и по сию пору не нашлось. с. 128—129 |
- Владимир Воронов в журнале «Совершенно Секретно» в «Тайне гибели А. Лебедя»:

 Перипетии событий, приведших к заключению хасавюртовских соглашений, освещены достаточно. И нет оснований обвинять генерала в измене или навешивать на них лейблы «капитуляция», «Брестский мир» и т. п. В тех условиях это был едва ли не единственный выход из кровавого тупика, да лучшего никто и не предложил. Позже будут твердить, что Лебедь не дал окончательно разгромить уже истощённых боевиков, что их можно было накрыть одним ударом, что они попали в ловушку, что боеприпасы их были на исходе… Возможно, так оно и было — и боеприпасы на исходе, и то, и сё. Только забывают главное: на исходе был и морально-боевой дух воюющих в Чечне солдат, и все их помыслы тогда были нацелены на выживание. Ну, долбанули бы ещё раз, ну, загнали бы в горы и что? А всё то же, беспросветный тупик. По опыту своих командировок на чеченскую войну 1994—1996 гг. могу уверенно утверждать: победой там точно не пахло. И не хуже других это понимал Лебедь.
Генерал Игорь Родионов, назначенный в 1996 году министром обороны РФ с рекомендации генерала А. И. Лебедя, впоследствии вспоминал: «Под конец своей карьеры в Совете Безопасности Александра Ивановича стало заносить куда-то не туда. Один раз он показал мне список олигархов, готовых, по его словам, финансировать армию вместо государства. Помню, там стояла фамилия небезызвестного Березовского».

## Память

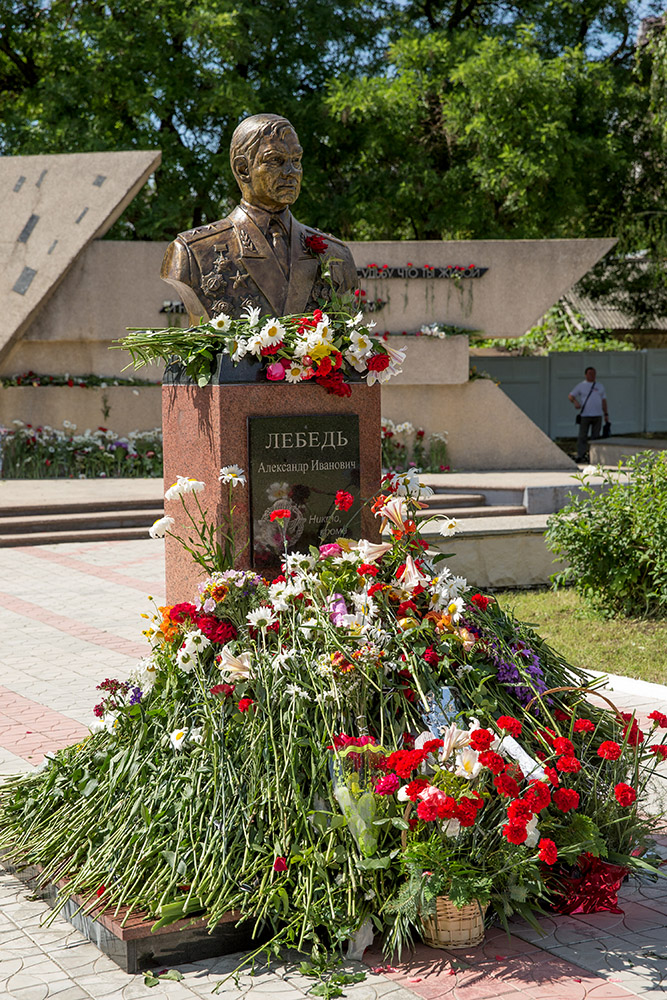
Памятник А. И. Лебедю в г. Бендеры, ПМР.

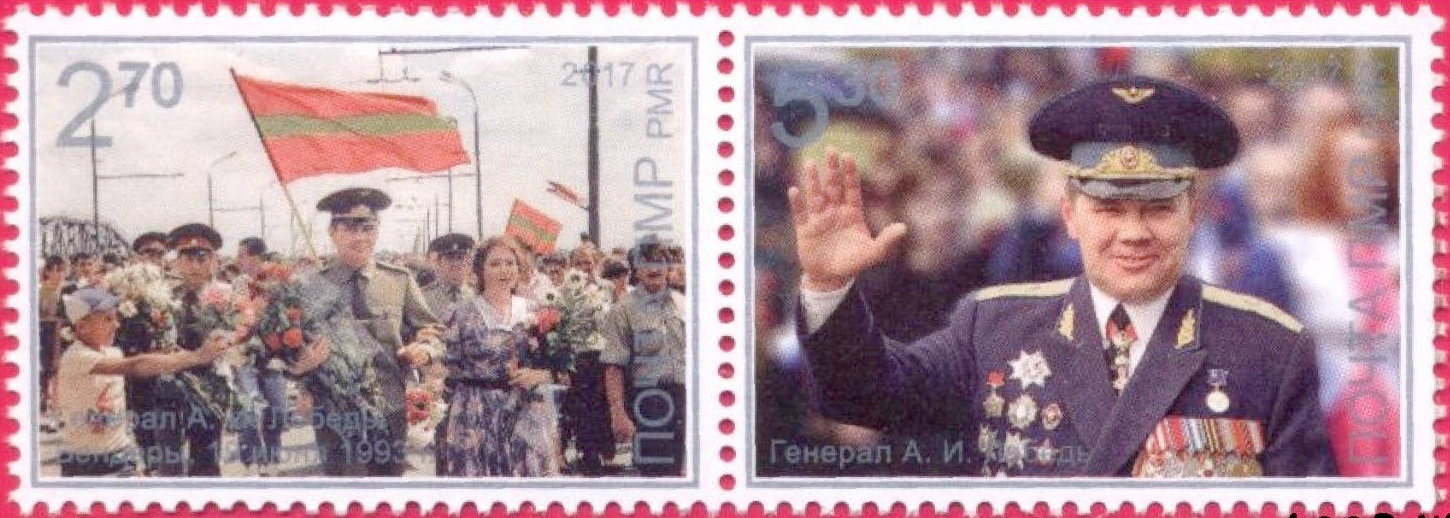
Почтовые марки Приднестровья (2017)

- Власти Новочеркасска, родного города Лебедя, приняли решение дать его имя улице Горбатой (в период СССР — улица имени Свердлова), где Лебедь родился и жил.
- Название улица Генерала Лебедя было присвоено вновь построенной улице в районном центре Курагино Красноярского края.
- В Красноярске и Ачинске существуют кадетские корпуса, основанные А. Лебедем. При корпусе в Красноярске открыт музей генерала, где выставлены, в частности, его боевые награды. 28 апреля 2016 года на территории корпуса был открыт памятник А. И. Лебедю.
- 8 февраля 2003 года решением депутатов Законодательного собрания Красноярского края безымянным вершинам хребта Ергаки Западных Саян были присвоены наименования «Вершина Александра Лебедя» и «Вершина Надежды Кольбы».
- В декабре 2003 года авиакомпания «КрасЭйр» назвала один из своих бортов Ту-204-100 RA-64020 именем Александра Лебедя. Именно Александру Лебедю принадлежала идея называть самолёты Ту-204 авиакомпании «КрасЭйр» именами знаменитых красноярцев[74][75][76].
- Был издан сборник известных фраз и выражений Лебедя[77]
- В июле 2007 года в Приднестровской Молдавской Республике была выпущена серия из двух самоклеящихся почтовых марок с портретом генерала Лебедя[78].
- 12 июня 2012 года открыт памятник А. Лебедю в городе Бендеры в ПМР[79].
- 25 июля 2012 года в честь 20-летия миротворческой операции на территории Приднестровья, Военному институту Министерства обороны ПМР присвоено имя Александра Лебедя[80].
- Композитор Леонид Десятников посвятил памяти Лебедя пьесу для двух фортепиано Du côté de chez swan (В сторону Лебедя) (2002).
- В Приднестровье была выпущена памятная серебряная монета 5 рублей с изображением А. Лебедя, тираж 1000 шт.
- В 2017 году Почта Приднестровья выпустила 2 почтовые марки, посвящённые А. И. Лебедю.
- С 28 по 29 апреля 2018 года в Красноярском государственном аграрном университете состоялся шахматный турнир в честь Александра Лебедя. А с 30 апреля по 1 мая прошёл уже 20 символический турнир Александра Ивановича.

## В массовой культуре
Художественные фильмы
- Александр Лебедь стал прототипом генерала Алексея Михайловича Иволгина из фильмов «Особенности национальной охоты», «Операция „С Новым годом!“», «Особенности национальной рыбалки», «Особенности национальной охоты в зимний период» и «Особенности национальной политики». В 1998 году актёр Алексей Булдаков, исполнивший эту роль, принимал участие в предвыборной кампании Лебедя и агитировал голосовать за него на выборах в губернаторы Красноярского края.
- Александр Лебедь сыграл самого себя в серии «На улице Марата» из сериала «Улицы разбитых фонарей-4». По сюжету герои сериала Ларин и Дукалис направляются в командировку в Красноярск, где посещают матч с участием хоккейной команды «Енисей». Там они замечают Лебедя, сидящего на трибуне. Они по очереди подходят к нему и пожимают руку. Съёмки этих серий проводились в Красноярске в декабре 2001 года. О том, как снимался сериал, был создан документальный фильм «Улицы разбитых фонарей в Сибири», показанный 6 мая 2002 года на местном канале «Афонтово». Премьера серий с участием Лебедя состоялась 8-9 сентября 2003 года на канале НТВ — уже после его трагической гибели.
- Лебедь стал прототипом генерала Бориса Дранникова из сериала «Парни из Стали» (2004). Эту роль сыграл Алексей Булдаков.
- Лебедь появляется в телевизионном художественном фильме «Ельцин. Три дня в августе» (2011). Его сыграл актёр Михаил Хмуров.

Документальные фильмы
- Фильм Павла Шеремета «Последняя высота генерала Лебедя» (ОРТ, 5 июня 2002).
- Фильм Светланы Сорокиной «Лебедь». Премьера состоялась на канале ТВС 6 июня 2002 года — на сороковой день после гибели Лебедя.
- Фильм Алексея Поборцева «Генерал Лебедь» из цикла «Новейшая история». Премьера состоялась 27 апреля 2003 года на канале НТВ.
- «Как уходили кумиры. Александр Лебедь» (ДТВ, 11 марта 2007).
- «Живая история. Генерал Александр Лебедь» (5 канал, 2009).
- «Удар властью. Александр Лебедь» (ТВЦ, 10 декабря 2013).
- «Последний день. Александр Лебедь» («Звезда», 2015).
- «Легенды армии. Генерал Александр Лебедь» («Звезда», 2016).
- «90-е. Лебединая песня» (ТВЦ, 22 ноября 2017).
- «Жизнь и судьба генерала Лебедя, остановившего две войны» («Редакция», 23 февраля 2023).

Художественная литература
- Киноповести Александра Рогожкина «Особенности национальной охоты в осенний период», «Кино», «Особенности национальной рыбалки», «Политика как национальная особенность», «Особенности национальной охоты в зимний период, или Кузьмич», «Гармония мира, или Блокпост».
- Роман Фридриха Незнанского «Прощай, генерал… прости!».

Песни
- Андрей Земсков «Чёрный апрель».

## Награды
- Орден «За службу Родине в Вооружённых Силах СССР» 3 степени — за успехи в боевой и политической подготовке (в Афганистане).
- Орден Красной Звезды — за успешное выполнение задания (помощь ДРА).
- Почётная грамота Правительства Российской Федерации (15 апреля 2000 года) — за большой вклад в социально-экономическое развитие Красноярского края и многолетний добросовестный труд[81].

## Книги, написанные А. Лебедем
- Лебедь А.И. Спектакль назывался путч. — Тирасполь: Издательство "Лада", 1993. — 48 с. — 100 000 экз. — ISBN 5-7250-0024-9. http://militera. lib.ru/memo/russian/lebed_ai/27.html
- Лебедь, А. И. Идеология здравого смысла / Александр Лебедь. — М. : ООО «Русь-Фильм», 1997. — 114 с. — ISBN 5-8065-0001-2. копия
- Лебедь Александр Иванович. [militera.lib.ru/memo/russian/lebed_ai/index.html За державу обидно] :  [рус.] : [арх. 3 апреля 2018]. — 2 изд. испр. и доп. — Красноярск : «Честь и Родина», 2004. — 544 с. — 3000 экз. — ISBN 5-7482-0006-6. копия
- Лебедь А. И. И возродится Русь. — М.: Фонд развития отечественной культуры, 2000. — С. 197—198. — 304 с. — 1000 экз. — ISBN 5-93302-003-6.